# Гуттен, Ульрих фон
У́льрих фон Гу́ттен (нем. Ulrich von Hutten; 21 апреля 1488, крепость Штекельберг — 29 августа 1523, остров Уфенау, Цюрихское озеро) — немецкий рыцарь-гуманист, поэт, критик церкви и публицист. Один из главных авторов «Писем тёмных людей».

## Биография
Ульрих фон Гуттен происходил из франконского дворянского рода Гуттенов и был первенцем в семье Ульриха фон Гуттен-Гронау (1458—1522) из Штекельберга и Оттилии фон Эберштейн (ум. 1523) из Бранденштейна. В 1499 году отец отправил Ульриха в бенедиктинский монастырь в Фульде, чтобы тот по достижении соответствующего возраста стал монахом. По традиции первенец должен был стать наследником семьи, но родители посчитали, что Ульрих по своим физическим данным не был годен к рыцарской службе, и уготовили ему перспективную и сытую церковную карьеру. Поступив учиться на монастырские средства, Ульрих окончательно отказался от монастырской жизни. Летний семестр 1505 года он обучался в Эрфуртском университете, где сблизился с кружком гуманистов, в который входили Крот Рубеан, Конрад Муциан Руф и поэт Гелий Эобан Гесс. На зимний семестр того же года Гуттен собирался в Кёльнский университет, но прежде успел поучиться и в Майнцском университете. Зимний семестр следующего года Гуттен обучался в Виадрине во Франкфурте-на-Одере, куда последовал за своим учителем Иоганном Эстикампианом, там 15 сентября 1506 года он сдал экзамен на бакалавра. В честь своего новообразованного университета 18-летний Гуттен написал In laudem carmen Marchiae.
В 1506 году Ульрих фон Гуттен учился в Лейпцигском университете. Вероятно, ещё в Лейпциге он заразился сифилисом. В зимний семестр 1509/1510 годов Гуттен объявился в Грейфсвальдском университете и числился неимущим студентом. Профессор юриспруденции Грейфсвальдского университета Геннинг Лотце принял Гуттена в своём доме и оказывал ему финансовую поддержку. Но добрые поначалу отношения с покровителем вскоре разладились, вероятно, по причине непреодолимых противоречий между поэтом-гуманистом Гуттеном и академиком-схоластом Лотце. Геннинг Лотце с отцом, грейфсвальдским купцом и бургомистром Ведего Лотце, не поддержали Гуттена в его желании перебраться в Росток. Задолжавший им Гуттен в конце концов выехал из Грейфсвальда, по его словам, с согласия обоих Лотце, которым он обещал выплатить долги позднее. Но Лотце воспользовались закладными и преследовали Гуттена, пока не изъяли у него всё имущество и даже тёплую одежду в суровую зимнюю погоду, осознавая, что это может привести к его смерти. Гуттен сумел добраться до Ростока, где изложил свой конфликт с Лотце в литературной форме. В своём произведении на латыни Querelae in Lossios он выставил отца и сына Лотце хитрыми, жестокими и грубыми личностями, заклеймив их врагами всех гуманистов. Таким образом Гуттену удалось перенести личный конфликт с Лотце в общественно-политический контекст.
В 1511 году в Виттенберге Гуттен написал небольшое сочинение об искусстве стихосложения De Arte Versificandi, быстро завоевавшее признание в качестве учебника и обеспечившее автору среди современников славу латинского писателя. Гуттен отправился в Вену и далее в Италию. В 1512 году он побывал в Венеции, Павии и Болонье, где продолжил начатое ещё в 1511 году в Вене юридическое образование, весьма вероятно, по настоянию отца, мечтавшего о должности на княжеской службе для сына. Итальянские войны отрезали Ульриха от денежных поступлений с родины, он был вынужден оставить учёбу и поступил в наёмники, чтобы заработать денег на возвращение в Германию. На этот период приходятся первые проникнутые национальным духом обращения Ульриха фон Гуттена к императору Максимилиану и германским князьям с требованием продолжить войну в Италии.
В 1514 году при поддержке своих почитателей Эйтельвольфа фон Штейна (ум. 1515) и Фровина фон Гуттена (1469—1529) Ульрих фон Гуттен получил должность при новом архиепископе Майнца Альбрехте Бранденбургском. В Майнце Гуттен впервые встретился лично с Эразмом Роттердамским. Гуттен передал ему на критику рукопись Epistolae obscurorum virorum («Писем тёмных людей»), написанную в соавторстве с другими гуманистами в защиту Иоганна Рейхлина и проникнутую острой сатирой в отношении приверженцев схоластики. По желанию своего будущего начальника Гуттен в 1515 году вновь выехал в Италию для продолжения образования. Спустя два года, летом 1517 года Гуттен покинул Италию, так и не получив академической степени. Максимилиан I, вероятно пытавшийся использовать Ульриха фон Гуттена в своих пропагандистских целях, наградил его поэтической короной — лавровым венком, который сплела воспетая им дочь его друзей Конрада и Маргариты Пейтингер — Констанция Пейтингер.
В опубликованной в 1518 году «Речи против турок» (Ad principes Germanos ut bellum Turcis inferant) Ульрих фон Гуттен призвал германских князей оставить междоусобицы и вместе бороться с турецким страхом.
Гуттен остался на постоянной службе у майнцского архиепископа, который предоставлял ему возможность заниматься сочинительством. В 1518 году по заданию майнского архиепископа Гуттен присутствовал на Аугсбургском рейхстаге и разразился потоком сатиры в отношении Якоба Фуггера. В 1519 году Гуттен оказался вовлечён в семейную распрю против герцога Ульриха Вюртембергского, в которой значительную роль сыграл и Швабский союз. Поводом для конфликта послужило убийство герцогом в 1515 году штальмейстера Ганса фон Гуттена, двоюродного брата Ульриха, в ходе драматической истории о ревности. Ульрих фон Гуттен выступил пропагандистом и опубликовал диалог «Фаларизм» (Phalarismus) между античным деспотом Фаларисом и неназванным германским тираном, в котором просматривался Ульрих Вюртембергский.
Ещё во время своей первой поездки в Италию Гуттен наблюдал и клеймил мирские проявления папства. В последующие годы это противостояние обострилось: в сочинениях Гуттена критика церкви на основе идей гуманизма и Просвещения сменилась желанием нанести по церкви радикальный освобождающий удар, который бы её урезонил. Гуттен писал воззвания к германской нации с призывом включаться в борьбу против так называемых «куртизан», то есть выгодоприобретателей от секулярного господства римской курии. Несмотря на содержательные различия, современники причисляли Гуттена к сторонникам Мартина Лютера. Чтобы обращаться к широкой общественности, сочинения Гуттена стали переводить на немецкий язык, позднее он стал писать сам сразу по-немецки.
В 1520 году Гуттен опубликовал первое издание обнаруженной им средневековой рукописи XI века Liber de unitate ecclesiae conservanda пера анонимного сторонника императора Генриха IV.
Во Франце фон Зиккингене Гуттен нашёл влиятельного единомышленника. Властный рыцарь и предводитель наёмников способствовал развитию реформаторского движения и планировал, скорее по политическим мотивам, напасть на Трирское курфюршество. Гуттен присоединился к Зиккингену в 1520 году, когда церковь пригрозила ему анафемой. На Вормсском рейхстаге 1521 года обоих рыцарей ещё удалось удержать, но в следующем году они пошли в атаку. Гуттен объявил войну «бездуховному духовенству» в надежде перетянуть рыцарство на свою сторону отважными одиночными операциями. Зиккинген в то же время начал рыцарское восстание, но был разбит княжеской оппозицией и умер от боевых ран спустя два дня после окончательного поражения. На этом закончилась не начавшись гуттеновская война с попами.
Гуттену, как считается, уже тяжелобольныму сифилисом, была объявлена имперская опала, и он бежал в конце концов в Швейцарию к своему бывшему учителю Эразму в Базель, но тот его не принял. Гуттен остановился у Ульриха Цвингли в Цюрихе. 29 августа 1523 года Ульрих фон Гуттен умер на острове Уфенау на Цюрихском озере и был похоронен в местной церкви Святых Петра и Павла.

## Творчество и общественная деятельность
Ульрих фон Гуттен был одним из первых гуманистов, осознавших необходимость объединения сил оппозиции для решительной борьбы против Рима за независимость Германии и свободное развитие культуры. Вопреки устойчивым предрассудкам своего сословия, он блестяще освоил достижения европейского гуманизма и стал выдающимся мастером сатиры, риторики, политической публицистики, самой светской по своим взглядам фигурой среди гуманистов Германии. Политические и культурные интересы доминировали в его творчестве. Он энергично пропагандировал античное наследие, защищал свободу слова от нападок обскурантов — «цензоров наук», славил силу разума и воли человека в борьбе за земное счастье и утверждал, что «Бог помогает лишь тем, кто предприимчив и деятелен». Схоластическое богословие Гуттен воспринимал как лженауку «неких неопровержимых», прибежище невежд. Не отказываясь от дворянской гордости своей родословной, он разделял гуманистические представления о роли личных заслуг человека в обретении подлинного благородства. Как писатель Гуттен был одним из остроумнейших авторов своего времени. Он умел мастерски сочетать гневные обличения с пафосом утверждения гуманистических идеалов.
Гуттен внёс важный вклад в развитие реформационных настроений в стране, подвергая резким нападкам основные церковные институты, все ступени церковной иерархии, систему эксплуатации Германии папством. Он впервые опубликовал работу Лоренцо Валлы о поддельности так называемого Константинова дара — одной из главных опор папства в его мирских притязаниях. Он с иронией посвятил это издание папе Льву Х. Опираясь на Тацита, Гуттен создал идеальный образ древнегерманского воителя за свободу отечества от Рима — Арминия. Диалог с этим героем был опубликован лишь после кончины Гуттена, но ту же тему освобождения страны от римского засилия Гуттен развивал в других своих диалогах, а также в речах, посланиях, стихах, став самым популярным автором в Германии накануне Реформации.
Первоначально оценив выступление Лютера против индульгенций как очередную полезную для гуманистов «грызню монахов», Гуттен вскоре осознал национально-политическое значение сочинений и действий Лютера и примкнул к Реформации. Стремясь активизировать широкие слои немецкого общества, он дополнил свои работы на латыни серией произведений на немецком языке, преодолев свойственную гуманистам ориентацию лишь на образованные круги. В отличие от Лютера, он стал ведущим выразителем антикняжеских тираноборческих идей и призывал к войне против Рима и попов. Хотя конечные цели его политической программы отражали беспочвенные надежды рыцарства на контроль над обществом, главное место в творчестве Гуттена заняло то, что он считал первоочередной задачей — выступления за единое немецкое централизованное государство, независимую от Рима церковь, развитие культуры на гуманистической основе. За Гуттеном в результате закрепилась слава патриота, борца «за свободу Германии».
Его высказывание «Веет воздухом свободы» стало девизом Стэнфордского университета.

## Издания на русском языке
- Ульрих фон Гуттен. Диалоги. Публицистика. Письма / Сост. и пер. с лат. С. П. Маркиша; Вступ. ст. М. М. Смирина. — М. : Изд-во АН СССР, 1959. — 524 с. — (Научно-атеистическая библиотека). — 3000 экз.
- Себастиан Брант. Корабль дураков; Эразм Роттердамский. Похвала глупости. Навозник гонится за орлом. Разговоры запросто; Письма тёмных людей; Ульрих фон Гуттен. Диалоги / Пер. с нем. и лат. — М.: Художественная литература, 1971. — 768 с. — (Библиотека всемирной литературы). — 300 000 экз.
- Конрад Фердинанд Майер. Последние дни Гуттена: [поэма] / Пер. с нем. М. Ребристого. — СПб.: Деметра, 2008. — ISBN 978-5-94459-016-9